# Туркменская область
Туркме́нская о́бласть — одна из пяти областей Туркестанской АССР в составе РСФСР. Была образована 30 апреля 1918 года под названием Закаспи́йская область, вместо области с аналогичным названием, которая являлась частью Туркестанского края (генерал-губернаторства) Российской империи. Туркменская область Туркестанской АССР занимала точно ту же территорию, что и Закаспийская область Туркестанского края Российской империи. Была переименована в Туркменскую область 7 августа 1921 года.
Туркменская область Туркестанской АССР была упразднена 27 октября 1924 года, а ее территория вместе с остальными регионами Средней Азии разделена между новообразованными союзными республиками в ходе национально-территориального размежевания. Территория Туркменской области досталась Туркменской Советской Социалистической Республике и частично вошла в Кара-Калпакской Автономной Области в составе Казакской АССР РСФСР, образованной на базе Киргиз-Каракалпакской автономной области Хорезмской Социалистической Советской Республики (не в составе СССР).
Административным центром и крупнейшим городом области являлся город Полторацк (Ашхабад). Другие крупнейшие города области: Красноводск, Мерв, Керки, Теджен, Серахс. Область делилась сначала на 5 (Мангышлакский уезд на севере области был передан Киргизской АССР), затем на 4 уезда: Красноводский, Мервский, Полторацкий и Тедженский, административными центрами которых являлись Красноводск, Мерв, Полторацк и Теджен соответственно.
С запада омывалась Каспийским морем, севера граничила с Киргизской АССР в составе РСФСР (после образования этой АССР), с северо-востока омывалась Аральским морем, с востока и с северо-востока граничила с Хивинским ханством (затем с Народной Советской Республикой и Хорезмской Социалистической Советской Республикой), с юго-востока с Бухарским эмиратом (затем с Бухарской Народной Советской Республикой и Бухарской Социалистической Советской Республикой) и с Эмиратом Афганистан, с юга с каджарской Персией (Ираном).
В области проживало примерно 400 тысяч человек. Основную часть населения составляли туркмены. Также в значительном количестве проживали русские, узбеки, киргиз-кайсаки (то есть казахи), а также каракалпаки, иранцы, курды, армяне, украинцы, татары, поляки и другие. Население в основном исповедовало ислам суннитского толка, но в то же время были достаточно большое количество мусульман-шиитов. Также немалая доля населения исповедовало христианство (в основном православие) и бахаизм. После образования области, из-за более либеральной и терпимой обстановки по сравнению с соседними монархиями: Бухарским эмиратом и Хивинским ханством, а также из соседних Ирана и Афганистана бежало или переезжало в Туркменскую область большое количество купцов, финансистов, интеллигенция и гонимые личности.
Основу экономики области составляло сельское хозяйство (в основном выращивание овощей и фруктов, хлопка), животноводство, рыболовство (на Каспийском и Аральском морях) шелководство. Также в секторе экономики имела свое место промышленность, банковское дело. Также часть дохода области приносили народные промыслы и ремесла, такие как ковроткачество (Туркменские ковры), производство глиняной и керамической посуды и изделий и тому подобное. С крупного портового города Красноводска на берегу Каспийского моря начиналась Закаспийская железная дорога, которая шла на центральные и восточные регионы Средней Азии.
Основная часть области находилась на территории большой песчаной пустыни Каракумы, а с юга область была окружена горами Копетдаг, с запада омывалась Каспийским морем, на той стороне которого находился Кавказ.